# Jasse Tuominen
Jasse Tuominen (sinh 12 tháng 11 năm 1995) là một cầu thủ bóng đá Phần Lan thi đấu cho câu lạc bộ Phần Lan Häcken, ở vị trí tiền đạo.

## Sự nghiệp câu lạc bộ
Sinh ra ở Kuopio, Tuominen has đá cho Lahti, Lahti Akatemia và MP. Anh ký hợp đồng với câu lạc bộ Belarus BATE Borisov vào tháng 3 năm 2017.

## Sự nghiệp quốc tế
Anh ra mắt quốc tế cho Phần Lan năm 2017.